# Dossier Zondagskind
Dossier Zondagskind is een stripalbum van Agent 327, getekend door Martin Lodewijk. Het dossier is voor het eerst verschenen in stripweekblad Eppo in 1977 (nr. 6 t/m 27). Het album is het tweede deel van de Oberon/Eppo-reeks, in 1978 uitgegeven door Oberon, en het zesde deel van de nieuwe (op tekst bijgewerkte en opnieuw ingekleurde) reeks, in 2001 uitgegeven door Uitgeverij M.
Dossier Zondagskind is een echt spionnenavontuur. Het idee van een Afro-Caribische dictator die de held voor de haaien wil werpen en voodoo gebruikt, doet ietwat denken aan dr. Kananga uit de Bondfilm Live and Let Die.

## Verhaal
Franciscus Tietjerksteradeel is gegijzeld door Doctor Papa, de dictator van Kwaïti. Binnen een week dient de losprijs, een scheepslading wapens, betaald te worden. Deze actie is bedoeld als wraak voor het tot zinken brengen van het Kwaïtiaanse vliegdekschip Carlos Portero in Dossier Onderwater. Agent 327 moet proberen om Tietjerksteradeel te bevrijden. Omdat de wapens door een Zwitserse fabrikant geleverd zijn, gaat de Zwitserse geheim agente Olga Lawina mee. Ondanks dat Agent 327 vlak voor vertrek zijn been breekt, wordt de missie toch aangevangen.
Doctor Papa blijkt de ontvoering echter te willen gebruiken om Agent 327 naar Kwaïti te lokken. Hiervoor is de organisatie van Abraham Zondag ingehuurd, een spionagebedrijf dat geheel bestaat uit halfbroers met als achternaam een dag van de week. Samen met Agent 525 besluiten ze via de jungle het fort waarin Doctor Papa woont, te benaderen. Via een geheime gang belanden Agent 327 en Olga Lawina in het kantoor van Doctor Papa, waar ze bij verrassing in een bijeenkomst van Papa en de organisatie van Zondag terechtkomen. Olga Lawina blijkt ook lid te zijn van de familie waaruit de organisatie bestaat en neemt Agent 327 gevangen.
IJzerbroot wordt in de baai gegooid waaraan het fort grenst. De maag van een haai waarin hij belandt, blijkt een mechanische te zijn die bestuurd wordt door Agent 525. Intussen blijkt Tietjerksteradeel bevrijd te zijn door het Kwaïtiaanse Rebellenleger.
Olga Lawina, wier verraad nog niet bekend is, laat vervolgens de bemanning van het schip dat de losgeldwapens vervoert, van boord gaan. Ze doet dat door hen te vertellen dat Agent 327 en Tietjerksteradeel allebei nog gevangen zijn en de enige kans om ze vrij te krijgen het betalen van de losprijs is. 327 weet echter met behulp van de mechanische haai het schip in te halen, overmeestert Lawina met een pistool verborgen in zijn gipsbeen. Ze geeft zich over en besluit verder met hem mee te werken. 327 stuurt het schip op het fort af, waar het explodeert en het fort vernielt. Samen met Olga vlucht hij in een watervliegtuig dat op het schip stond.
Het verhaal sluit af met een boze Chef die kwaad is vanwege de verloren gegane wapens. Ook lijken Agent 327 en Olga Lawina verdwaald te zijn in de Bermudadriehoek. Het einde van dit verhaal vormt het begin van Dossier Zevenslaper, het volgende album in de reeks.

## Trivia
- In dit album maakt Olga Lawina haar debuut.
- Agent 327 beweert twee keer in het album dat "de vrouwen in Zwitserland niet eens kiesrecht hebben." Op federaal niveau werd het vrouwenkiesrecht in 1971 ingevoerd. Toen dit verhaal in 1977 gepubliceerd werd, hadden vrouwen alleen in Appenzell (Ausserrhoden en Innerrhoden) nog geen kiesrecht.
- De mechanische haai is volgens Carl Sorge afkomstig uit de film "Yawn" ("geeuw"), een woordspeling op Jaws.
- De "Socrates"cocktail, een gifdrankje, verwijst naar de Griekse filosoof Socrates die stierf door de gifbeker te drinken.